# Galathea squamifera
Galathea squamifera är en kräftdjursart som beskrevs av Leach 1841. Galathea squamifera ingår i släktet Galathea och familjen trollhumrar. Arten är reproducerande i Sverige. Inga underarter finns listade i Catalogue of Life.

## Bildgalleri

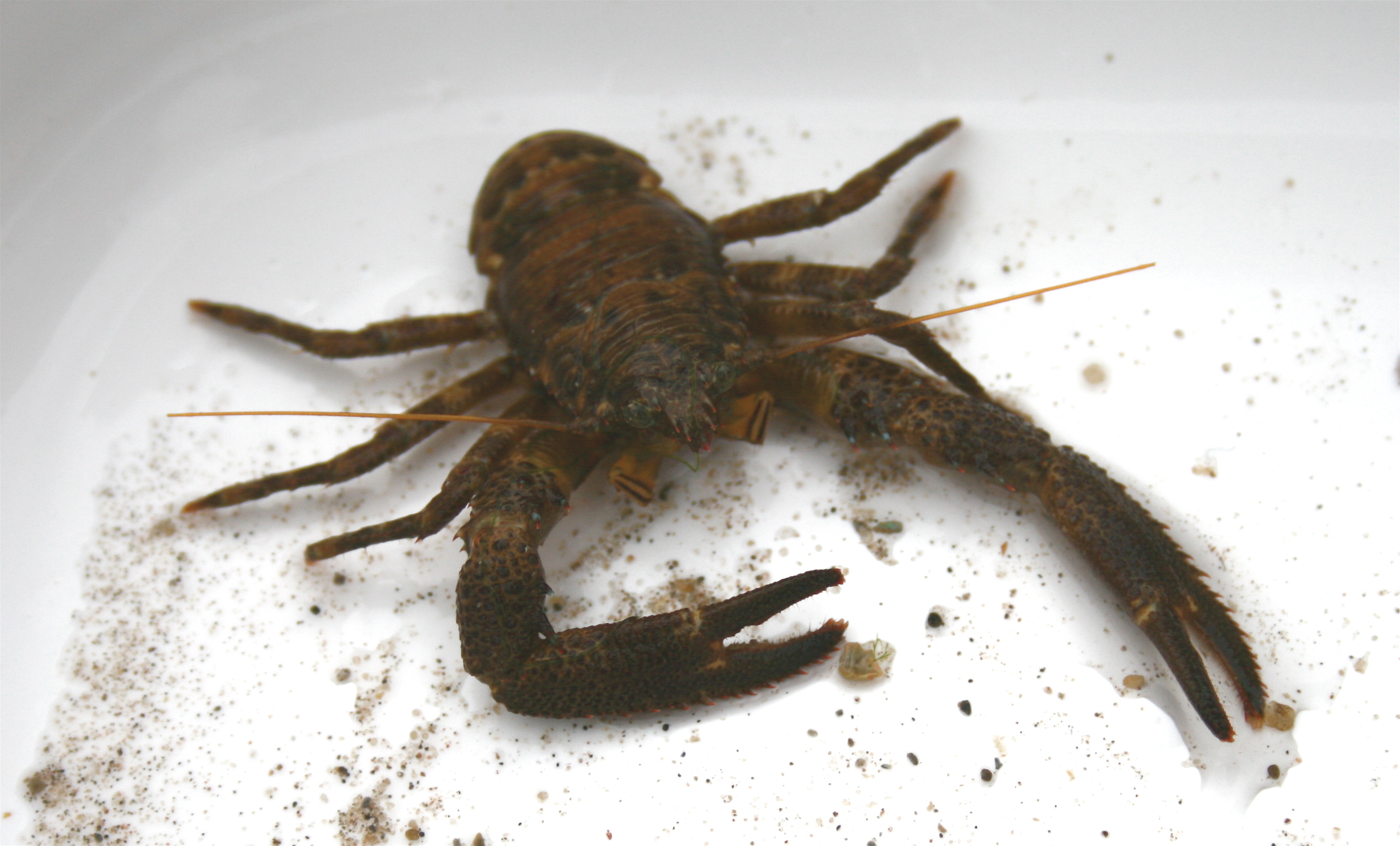
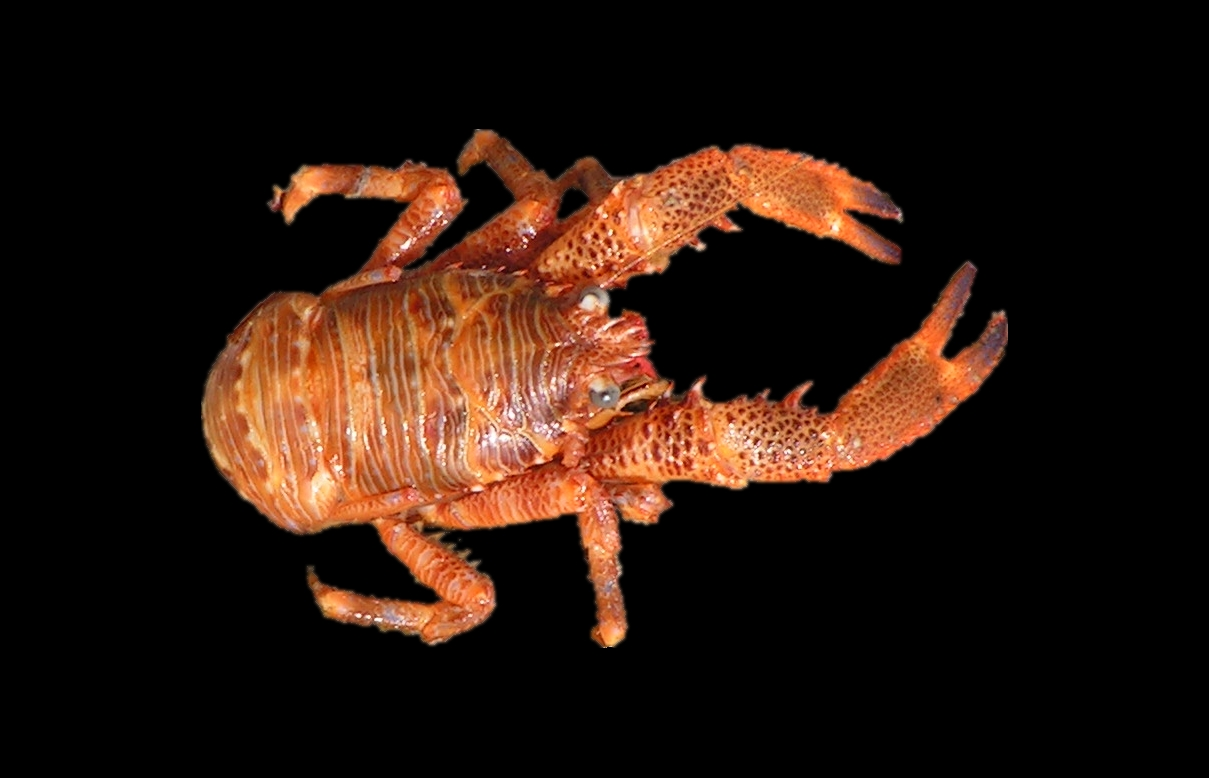